# Ceratobregma helenae
Ceratobregma helenae е вид бодлоперка от семейство Tripterygiidae. Видът не е застрашен от изчезване.

## Разпространение и местообитание
Разпространен е в Австралия, Американска Самоа, Вануату, Виетнам, Индонезия, Малайзия, Микронезия, Нова Каледония, Остров Рождество, Папуа Нова Гвинея, Провинции в КНР, Сингапур, Соломонови острови, Тайван, Тайланд, Тонга, Уолис и Футуна, Фиджи и Филипини.
Обитава морета и рифове. Среща се на дълбочина от 1 до 18 m, при температура на водата от 25,1 до 26,7 °C и соленост 33,8 – 35,3 ‰.

## Описание
На дължина достигат до 3,5 cm.